# Хигасиоми
Хигасиоми (яп. 東近江市 Хигасио:ми-си) — город в Японии, находящийся в префектуре Сига. Площадь города составляет 388,58 км², население — 113 978 человек (1 июля 2014), плотность населения — 293,32 чел./км².

## Географическое положение
Город расположен на острове Хонсю в префектуре Сига региона Кинки. С ним граничат города Омихатиман, Хиконе, Кока, Инабе и посёлки Рюо, Хино, Айсё, Тага, Комоно.

## Население
Население города составляет 113 978 человек (1 июля 2014), а плотность — 293,32 чел./км². Изменение численности населения с 1980 по 2005 годы:
| 1980 | 98 664 чел.  |  |
| 1985 | 103 204 чел. |  |
| 1990 | 106 508 чел. |  |
| 1995 | 111 322 чел. |  |
| 2000 | 114 395 чел. |  |
| 2005 | 116 797 чел. |  |

## Символика
Деревом города считается клён дланевидный, цветком — Lithospermum erythrorhizon.